# María Bonilla Picado
María Bonilla Picado (San José, Costa Rica, 10 d'abril del 1954) és una escriptora, actriu, directora, guionista i professora costa-riquenya. Doctora en Estudis Tècnics i Estètics del Teatre per la Universitat de París VIII, La Sorbona, professora catedràtica a la Universitat de Costa Rica a l'Escola d'Arts Dramàtiques, on ha impartit les càtedres d'Actuació, Posada en Escena i Seminaris de Llicenciatura i en el Mestratge en Arts Escèniques i professora a la Universitat Veritas a les carreres de fotografia i animació digital i als cursos semiòtica de la imatge, principis bàsics d'actuació i recerca dirigida. Va ser a més, Directora de l'Escola d'Arts Dramàtiques i del Teatre Universitari de la Universitat de Costa Rica del 2005 al 2009, gestió on s'inaugura la primera i única seu d'ambdues institucions.

## Biografia
Actriu professional des del 1974, Ex-Directora de la Companyia Nacional de Teatre (1982-1986) i directora teatral des del 1984, període en el qual ha guanyat tres Premis Nacionals al Millor Director (1997-1999 i 2000), treballa regularment com a actriu i directora teatral a la Companyia Nacional de Teatre, el Teatre Universitari, el Teatre Nacional i grups independents. És la fundadora i actual directora del Teatre UBU.
Va ser Directora del Programa Experimental de la Companyia Cal y Canto, de l'Associació Flamencos de Costa Rica, amb la qual va dirigir durant 6 anys un espectacle anual de teatre, poesia, flamenc, música i projeccions al Teatro Nacional, i també va coorganitzar dos Festivals Internacionals de Flamenc a Costa Rica (2001 i 2003).
Pionera dels espectacles que cerquen la integració de poesia, teatre, dansa contemporània, flamenc, música, mim i fotografia projectada, ha produït dos espectacles anuals des del 1998, conjuntament amb: el Colegio de Costa Rica, el Centre Cultural de Mèxic i el Centre Cultural d'Espanya i altres institucions nacionals. A nivell internacional ha produït aquest tipus d'espectacles als Estats Units (University of Irvine, Califòrnia); Mèxic (Universitat Anahuac), París, França, amb l'École Lacanienne de Psychanalyse, entre d'altres.
També ha treballat a la televisió i la ràdio com a actriu, productora i directora de programes culturals i amb temàtica de gènere com Mujeres, a Radio Nacional; Siempre Juglares, a Radio Universidad; Panorama Cultural e Imagen Cultural, als canals 7 i 13. També va dirigir, escriure i protagonitzar sis videos sobre les persones grans i el problema de la jubilació. 
Ha protagonitzat documentals i curts de ficció com La Virgen de los Ángeles, dirigida per Carlos Freer, Mientras la muerte duerme i La casa de las golondrinas, dirigides per Alberto Moreno. Tanmateix ha protagonitzat llargmetratges com: Gestación, dirigida per Esteban Ramírez, La región perdida, dirigida per Andrés Heidenreich i After Words, una producció estatunidenca dirigida per Juan Feldman amb Marcia Gay Harden i Óscar Jaenada.
Ha col·laborat amb revistes especialitzades de teatre i art de Costa Rica (Trazos, Escena, Revista Nacional de Cultura), dels Estats Units (Gestos, Latin American Drama Review, Diogenes); Mèxic (Pasodegato), així com en revistes de psicoanàlisi de Costa Rica (Inscribir el psicoanálisis i Página Literal) i de França (Clarobscur).
Autora d'un llibre de contes per a nens, Violín de lata i coautora de recursos didàctics universitaris així com de nombroses introduccions per a publicacions de poesia i teatre.
Ha publicat també vàries novel·les: Mujer después de la ventana(2000) i Al borde del aliento, (2002), aquesta última publicada per l'Editorial de la Universitat de Costa Rica. Al 2006, l'Editorial Tintanueva de la Ciutat de Mèxic va publicar la seva tercera novel·la, La actriz, i al desembre 2007, Edicions Perroazul, la seva quarta novel·la Hasta que la vida nos separe.
L'any 2009 la seva obra teatral De cuyo nombre no puedo olvidarme guanya el Concurs Escalante Teatral i es representés sota la direcció de Carol Jiménez.

## Estudis
- Llicenciatura en Arts Dramàtiques, Universitat de Costa Rica, 1977.
- Master en Estudis Tècnics i Estètics del Teatre, Universitat de París VIII, La Sorbona, 1978.
- Doctorat en Estudis Tècnics i Estètics del Teatre de la Universitat de París VIII, La Sorbona, 1980.

## Premis
- Premi Nacional al Millor Director-1997, Ministeri de Cultura.
- Premi Nacional al Millor Director-1999, Ministeri de Cultura.
- Premi Nacional al Millor Director-2000, Ministeri de Cultura.
- Nominació al Premi Florencio Sánchez com a Millor Espectacle Estranger a La mujer que cayó del cielo, Associació de Crítics, Uruguay.
- Premi Fernández Ferraz 2010 per la seva trajectòria com a educadora, Instituto de Cultura Hispánica.
- Concurs Escena Viva, dramatúrgia nacional, promogut pel Centro Cultural de España i la Compañía Nacional de Teatro (2001)
- Premi Calvimontes y Calvimontes (novel·la).[3]

## Reconeixements internacionals
Professora convidada als Estats Units (University of Califòrnia, Irvine i Berkeley); Canadà (Université Laval, Quebec); Mèxic (Universitat Anahuac i Universitat Veracruzana); i conferenciant convidada als Estats Units (Carnegie Mellon University, Pittsburgh; Carroll College, Wisconsin); Mèxic (Casa Refugi i Editorial Segle XXI, Ciutat de Mèxic); Canadà (Universitat de Mont-real, Mont-real).
Membre del Tribunal de Tesi Doctoral a la Universitat Autònoma de Barcelona, Espanya (juliol 2011).
Representant de Costa Rica a congressos i festivals internacionals de teatre, exercint com a conferenciant i com a actriu i directora teatral amb obra en escena a Uruguai, Xile, Perú, Cuba, Colòmbia, Veneçuela, Aruba, Puerto Rico, Mèxic, Estats Units, Canadà, Bèlgica, França, Espanya, Grècia, Portugal, Noruega i Itàlia.